# Ў (галерея)
Галерея Ў (бел. Галерэя «Ў») — художественная галерея современного искусства в Минске. Галерея занимала одноэтажное здание во дворе рядом с площадью Победы. Позднее адрес сменился на ул. Октябрьская, 19.

## История
Идея создания галереи современного искусства родилась у Валентины Киселёвой и Анны Чистосердовой — арт-директоров галереи — из неформальной галереи — зала при магазине дизайнерской одежды «Подземка». Галерея открылась в 2009 году, объединив под одной крышей выставочный зал, книжный магазин, кафе и библиотеку по современному искусству.
Галерея названа по букве «Ў», отличающей белорусский алфавит от других языков восточнославянской группы.

## Награды
На ежегодной выставке-ярмарке современного искусства «ArtVilnius», проходящей в Вильнюсе, белорусская галерея «Ў» дважды, в 2011 и 2016 годах, признавалась лучшей иностранной галереей (The Best Foreign Gallery).